# Timring-Tiphede Sogn

Timring-Tiphede Sogn er et sogn i Herning Nordre Provsti (Viborg Stift). Sognet blev dannet ved sammenlægning af Timring Sogn og Tiphede Sogn 1. januar 2023.